# Hjalmar Åberg

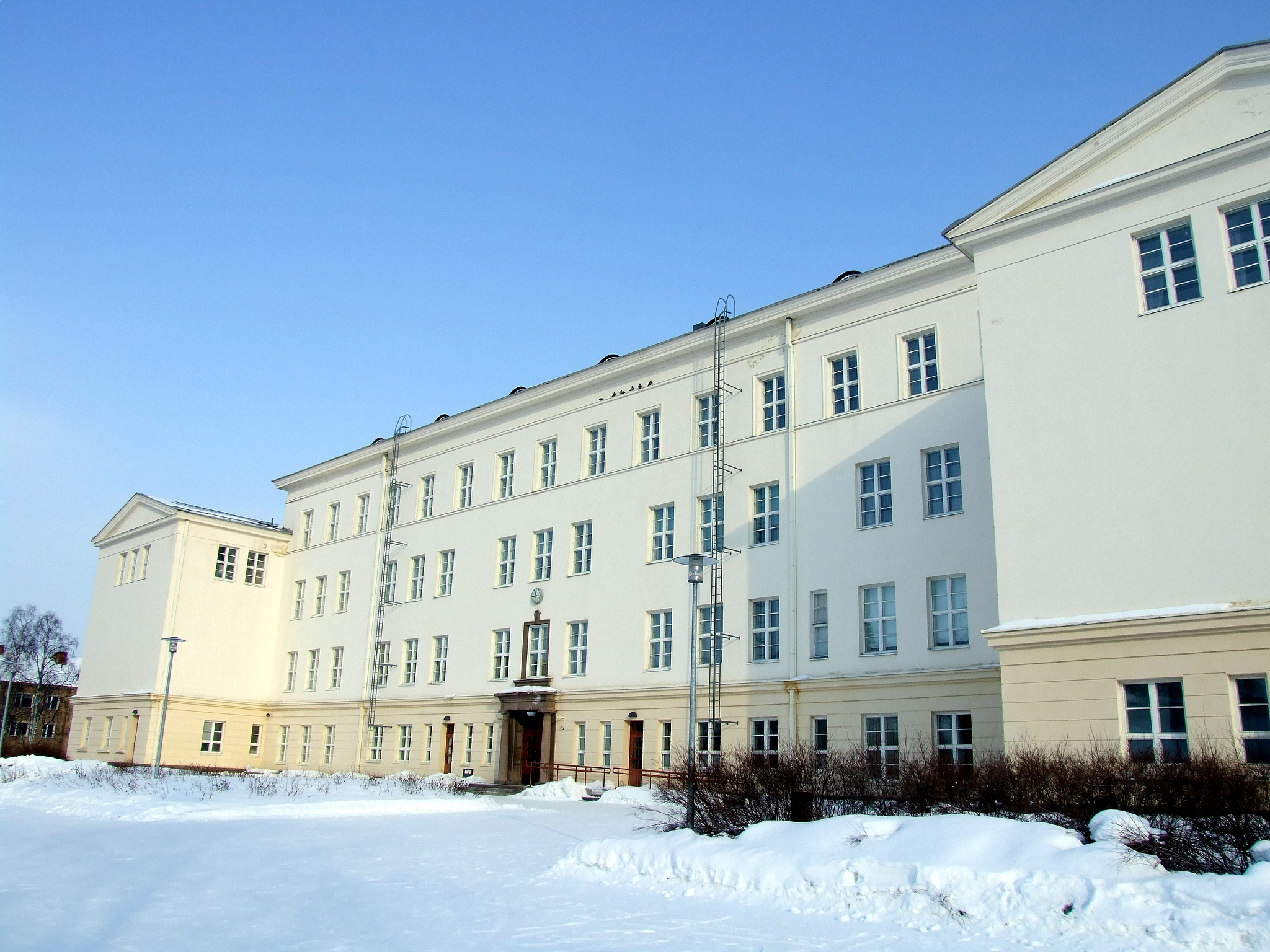
Lyceet i Kemi, 1930

Georg Hjalmar Åberg, född 15 oktober 1870 i Ekenäs, död 8 augusti 1935 i Viborg, var en finländsk arkitekt.
Efter avlagd examen vid Polytekniska institutet i Helsingfors 1891 anställdes han vid Överstyrelsen för allmänna byggnaderna; år 1919 blev han förste arkitekt där. Dessutom drev han egen arkitektverksamhet. Han ritade ett flertal skol- och militärbyggnader, banker och sjukhus på flera håll i Finland samt ledde tillbyggnadsarbetet av Kejserliga palatset och Senatshuset i Helsingfors.

## Verk i urval
- Lahtis gård, 1897.
- Tammerfors saluhall, 1898.
- Ekenäs badinrättning, 1903.
- Sköldargårds rusthåll, 1908.
- Sommarrestaurangen Knipan, Ekenäs, 1908.
- Ekenäs elverk, 1910.
- Svenska flickskolan i Helsingfors, Arkadiagatan 24, Tölö, 1930.